# Jazzfestival Ljubljana
Das Jazzfestival Ljubljana ist eines der ältesten Jazzfestivals Europas. Begründet im Jahr 1960, findet es jährlich im Juni in Ljubljana, der Hauptstadt Sloweniens statt. Es ist das größte Jazzfestival Sloweniens und hat viel zur Popularisierung des Jazz in diesem Land beigetragen. Viele Konzert-Mitschnitte für den Hörfunk wurden als Alben veröffentlicht.
Veranstalter des Festivals ist das Laibacher Kulturzentrum Cankarjev dom. Veranstaltungsort ist unter anderem das Kulturzentrum Križanke.

## Diskographie (Auswahl)
- Bobby Hutcherson, Harold Land, Bill Evans, Eddie Gomez, Archie Shepp, Karin Krog: Live at the Festival, 1973
- Guido Manusardi Quartet: Live Suite, 1972
- System Tandem Stivín & Dašek: Koncert v Lublani, 1976
- Ted Curson: Flip Top, 1977
- Euroradio Big Band, Conducted by Jože Privšek: Ljubljana 1997, 1998
- Anthony Braxton: Composition N. 169 + (186 + 206 + 214), 2001
- Bill Evans Trio: The 1972 Ljubljana Concert, 2002 (mit Eddie Gomez, Tony Oxley)
- Kullhammar, Mathisen, Zetterberg, Aalberg: Basement Sessions - Vol.3 - The Ljubljana Tapes, 2014
- Mats Gustafsson & Craig Taborn: Ljubljana, 2017
- Krzysztof Komeda Quintet: Live in Bled 1965, 2023 (mit Tomasz Stańko, Janusz Muniak, Roman Dyląg, Andrzej Dąbrowski)